# Double Persephone
Double Persephone (en español: Doble Perséfone) es una antología de poemas escrita por la autora canadiense Margaret Atwood, autopublicada en 1961. La misma Atwood prensó las páginas con una imprenta plana y las pegó, diseñó la portada con linograbado y solo hizo 220 copias, que vendía a 50 centavos. Fue su primera publicación y contiene siete poemas: «Formal Garden», «Pastoral», «Iconic Landscape», «Persephone Departing», «Chthonic Love», «Her Song», and «Double Persephone». En ellos aparecen temas que luego se verán presentes en otras obras de la autora, como El cuento de la criada (1985) y Penélope y las doce criadas (2005).
Su siguiente libro de poesía fue The Circle Game, publicado en 1964. Double Persephone ganó la medalla E. J. Pratt. Se estima que cada una de las copias podrían valer aproximadamente 2500 euros.